# Title TK
Title TK (рус. Название будет опубликовано позже) — третий студийный альбом американской альтернативной рок-группы The Breeders, выпущеный 10 мая 2002 года лейблами Elektra Records в США и 4AD в Великобритании.
Альбом породил три сингла: «Off You», «Huffer» и «Son of Three». Title TK вошёл в топ-100 во Франции, Германии, Великобритании и Австралии и занял 130-е место в США.
Отзывы об альбоме включали в себя обсуждение его минималистичного звучания и неожиданных звуков. Рецензенты описывали тексты песен как нетрадиционные и мрачные, а также отмечали важность вокальных гармоний между сёстрами Дил. Отзывы о Title TK в целом были положительными; в них хвалили вклад продюсера Стива Альбини в звучание альбома и то, как в записях выделяются отдельные инструменты.

## Предыстория
С момента основания The Breeders в 1989 году и до середины 1990-х состав группы несколько раз менялся. Вокалистка и автор песен Ким Дил была единственным постоянным участником группы. В состав группы, записавшей дебютный альбом Pod (1990), входили гитарист Таня Донелли и барабанщик Бритт Уолфорд; к моменту записи альбома Last Splash в 1993 году их заменили сестра Дил Келли и Джим Макферсон. Келли Дил и первая басистка Джозефин Уиггс ушли в 1995 году. В том же году Ким Дил основала группу The Amps, но в 1996 году реформировал The Breeders, изначально используя состав The Amps: Дил (вокал), Макферсон (ударные), Луис Лерма (бас) и Нейт Фарли (гитара).
В течение 1997 года Дил пыталась записать треки для будущего альбома. Звукоинженеры и музыканты, работавшие над проектом, обнаружили, что поведение Дил и её высокие музыкальные стандарты создавали напряжённую рабочую атмосферу. Действия Дил и неприятная атмосфера во время сессий звукозаписи в то время привели к тому, что Макферсон и Фарли покинули группу. Несколько других музыкантов, нанятых в течение года, ушли по тем же причинам. Сессии 1997 года обошлись в сотни тысяч долларов из-за использования четырёх нью-йоркских студий, расходов на перемещение оборудования между ними и затрат на проживание в отелях.
В 1997 году с Дил расстались три звукоинженера. Первый нанятый ею звукоинженер — Марк Фригард, который был сопродюсером альбома Last Splash, — отметил, что Дил была «совершенно потеряна» и что после семи недель работы в студии не осталось пригодных для использования записей. Два последующих звукоинженера, Джон Аньелло и Брайс Гоггин, работали с Дил в 1995 году над альбомом The Amps Pacer. Аньелло всё больше раздражало употребление Дил наркотиков и трудности с поиском музыкантов. Когда Дил исчезла на несколько дней без предупреждения, Аньелло прекратил запись. Позже Гоггин сказал, что было бы невозможно найти кого-то, кто мог бы играть на уровне, который требовала Дил. Ей не понравилось выступление барабанщика (из группы The Flaming Lips), которое, по мнению Гоггина, было выдающимся, поэтому он «сказал ей, чтобы она шла домой и тренировалась играть на барабанах». Дил последовала его совету и вернулась домой в Огайо, чтобы попрактиковаться в игре на инструменте.

## Запись
В 1999 году Дил снова начала записываться, сначала в Остине, штат Техас, а затем в студии Electrical Audio в Чикаго со Стивом Альбини, с которым она ранее работала над альбомами Pod, Pacer и Surfer Rosa группы Pixies. Хотя на сессиях 1999 года Дил сама играла на большинстве инструментов, её сестра тоже принимала участие. Они записали «The She», «Forced to Drive» и «Too Alive» в Чикаго, а барабанную партию Дил для третьего трека взяли с техасской сессии.
Дил была довольна материалом, записанным к тому моменту, но понимала, что не сможет гастролировать без группы. В марте 2000 года она вернулась в Нью-Йорк в поисках группы поддержки. После случайной встречи с участниками группы FEAR она пригласила барабанщика Эндрю Хаймеза, басиста Мандо Лопеса и гитариста Ричарда Пресли поиграть с ней в студии, которую она арендовала. Дил хотела продолжать играть с этими музыкантами, поэтому через три месяца она переехала в родной город FEAR — Лос-Анджелес. Хаймез, Лопес и Пресли присоединились к The Breeders, и вскоре после этого Келли Дил вернулась в группу. Примерно через месяц после приезда Ким Дил Хосе Медельес заменил Хаймеза, который решил, что у него недостаточно времени для работы с The Breeders из-за участия в других музыкальных проектах. Новый состав группы провёл остаток года за написанием и репетициями песен.
The Breeders вернулись в Чикаго в середине 2001 года, чтобы продолжить запись с Альбини. «Little Fury», «London Song», «Off You», «Put on a Side», «Full on Idle», «T and T» и «Huffer» были записаны в 2001 году. В какой-то момент с 2000 по 2002 год группа работала в студии Grandmaster Recording Ltd. в Лос-Анджелесе. Результатом сессии в Grandmaster Recording, спродюсированной Марком Арнольдом и Эндрю Алекелем, стали песни «Son of Three» и «Sinister Foxx». «Fire the Maid» — песня из этих сессий, написанная и исполненная Келли Дил, была исполнена на концертах в 2000 и 2001 годах, но не вошла в альбом.
Келли Дил заявила, что «Little Fury» и «Sinister Foxx» начинались как «просто идеи» сестёр, которые превратились в полноценное сотрудничество группы — все пять музыкантов получили авторские права на эти треки. Ким Дил указана как единственный автор песен в оставшихся десяти треках, хотя другие участники группы также внесли свой вклад в создание музыки.
Во время сессий для Title TK Ким Дил придерживалась философии, которую она называет «All Wave». Этот подход предполагает использование только аналоговой записи без компьютерного редактирования. Дил говорила, что ей нравятся «интересные ошибки» в создании песен и что её взгляды на запись — это «реакция… на то, что в большинстве современных записей всё звучит так ровно и чисто». Мастеринг альбома также был выполнен с использованием аналоговых процессов Альбини и Стивом Руком в студии Abbey Road в Лондоне.

## Концепция и темы
В обзорах подчёркивался нетрадиционный характер текстов Title TK. Мнения о понятности текстов разделились. Строки из «Son of Three» и «Little Fury» были отмечены за их поэтичность. Другие сочли слова альбома непрозрачными и запутанными. Критики отметили как мрачные тенденции, так и юмор в текстах. Гармония в исполнении сестёр Дил была отмечена хвалебными отзывами, а рецензенты описывали вокал Ким как грубый, но в то же время милый.

## Композиция и стиль
В Title TK используется редкий, минималистичный стиль игры на инструментах. На протяжении всего альбома группа использует неожиданные или резкие музыкальные идеи. Один из рецензентов описал, как «клавиши звучат из ниоткуда, гитары намеренно берут фальшивые ноты, басовые партии поднимаются и опускаются по гамме, иногда по две за раз». Другой комментатор описал развитие «Put on a Side» следующим образом: «В 1:28 звучит искажённый звук. В 2:29 — барабанная дробь. Ни одна из них ничего не представляет, не продолжает и не повторяет. Они просто появляются и исчезают, как случайные фейерверки». Альбом Title TK, с одной стороны, отличается большим контрастом в скорости и лёгкости от песни к песне, а с другой — единым звучанием всего альбома.

### Песни
Title TK начинается с «Little Fury», названного в честь разновидности перочинного ножа, продаваемого на стоянках грузовиков, со словом «fury», написанным вдоль лезвия. В песне сёстры Дил респонсорно поют с тяжёлой бас-линией, фанковым барабанным боем, а гитарные звуки напоминают на сёрф-музыку и гранж. Дж. Р. Мурс написал для Drowned in Sound, что «кто-то собирается исполнить гитарное соло, но нот в нём мало, и вокал возвращается прежде, чем оно успевает начаться. Это соло или рифф? Что бы это ни было, оно показывает средний палец другим соло и риффам, выставляя их абсурдными, кричащими, поверхностными безделушками. „I'm not part of that club“, — говорится в песне». Для Мэтта Сибулы из PopMatters повторяющаяся строчка «Hold what you've got» — это напоминание для самих The Breeders о том, что они должны сохранить группу в целости и сохранности.
В «London Song» Джим Эбботт из Orlando Sentinel сказал, что синкопированное гитарное соло дополняет «усталый от жизни настрой» Title TK, как и «тяжёлые потерянные годы сестёр… Это очевидно по отрывочной подаче Ким в песнях о тяжёлых временах». Напротив, Джинн Фьюри из NY Rock отметила оптимистичную, необычную энергетику трека. В примечаниях к японскому релизу критик Миа Кларк описала медленную балладу «Off You» как вялую; Уилла Брайанта из Pitchfork Media поразило жуткое качество песни, и он сравнил её с настроением альбома Pink Floyd The Wall. Арион Бергер из Rolling Stone сказал, что «Off You» «такая же прямолинейная и душераздирающая, как блюзовая запись восьмидесятипятилетней давности, а Ким, с её чистым и полным надежды голосом, не может не звучать как молодая женщина, прожившая десять ужасных жизней».
«The She», названная в честь ночного клуба, который часто посещал брат Дил, была описана как фанковая композиция с прерывистым ритмом баса и ударных. Брайант отметил, что клавишная партия в треке напоминает музыку Stereolab, а Хизер Фэйрс из AllMusic сравнила всю песню с «White Rabbit» группы Jefferson Airplane. Цибула упомянул, что «жуткое/крутое <…> звучание соответствует характерным для Ким Дил знакомым/странным текстам: „Sorrow blowin' through the vents / I’m over Houston / You’re over the night we met.“». В «Too Alive» Ким Дил играет на всех инструментах, и обе сестры поют. Мурс отметил лёгкость трека и размеренный стиль игры Дил на гитаре. По мнению Фареса, песня звучит так, будто слушатель находится на концерте.
Брайант назвал «Son of Three» примером того, «как The Breeders заиграли в рок-стиле», отметив «тягучие гитары и мощные барабаны». The Breeders перезаписали «Son of Three» в июле 2002 года для выпуска в качестве третьего сингла альбома Title TK; эта версия быстрее, чем альбомная, и отражает скорость, с которой они играли эту песню на концертах в том году. В текстах «Son of Three» и «The She» говорится о длительных поездках с неизвестным исходом. Следующая песня альбома, «Put on a Side», отличается характерной басовой партией и тесным, подавляющим звучанием. Бергер писал, что «голос Ким Дил сладко, устало, небрежно скрежещет в вашем мозгу», пока она повторяет двенадцать слов на протяжении всей песни: «Better I better I stayed up / Better mono, put on a side».
Ранняя версия «Full on Idle», восьмого трека Title TK, была выпущена в альбоме The Amps Pacer в 1995 году. В интервью 1997 года Дил выразила заинтересованность в перезаписи нескольких песен The Amps, отчасти потому, что ей не понравилась запись Pacer. Брайант высказал мнение, что обе версии «Full on Idle» звучат почти одинаково, но Джессика Гроуз из The Village Voice написала, что исполнение The Breeders заметно медленнее. По мнению Цибулы, эта версия содержит элементы кантри, кумбии и ска. Бетти Кларк из The Guardian привела строчку «Obey your colorist, bleach it all away» в качестве примера забавных, необычных текстов Title TK. В песне «Sinister Foxx» Дил неоднократно поёт: «Has anyone seen the iguana?». Она объяснила это как отсылку к покупке марихуаны: «Вы когда-нибудь покупали пакет травки? Вы заходите, а у торговца травкой пустой террариум… Каждый раз, когда я прихожу в дом к торговцу марихуаной, там нет игуаны». Другая строчка, «I'm in beer class every Thursday night», отсылает к курсам по борьбе с алкоголизмом, которые посещал Ричард Пресли после того, как его поймали за вождение в нетрезвом виде. Фэйрс описал эту песню как «сексуальную угрозу», а Бергер сравнил партию ударных с выстрелами и стуком в дверь.
В «Forced to Drive» Мурс уловил «тихую-ГРОМКУЮ-тихую» динамику, которой славилась бывшая группа Дил, Pixies. Бергер заметил аналогичный контраст между «поп-куплетами» песни и «мрачным, извилистым, зловещим припевом». По мнению Эбботта, этот четырёхаккордный припев «близок к безумию» в своей смеси запоминающейся мелодии и гранжа. Предпоследний трек, «T and T», был описан Брайантом как инструментальное вступление к «Huffer». Келли Дил заявила, что эти две песни объединяет общая тема: последняя рассказывает о негативном влиянии вдыхания паров краски или других веществ, а первая — о «труде и заботах», а также о трудностях, которые могут возникнуть из-за вдыхания химикатов. «Huffer», по словам Мура, — это энергичная, попсовая композиция, и критики отметили её припев «da-da-da» и «ah-ah».

## Выпуск
Альбом Title TK был выпущен 20 и 21 мая 2002 года на лейблах 4AD (Великобритания), Elektra Records (США), V2 Records (Бельгия) и Virgin Records (Франция); в Японии он вышел 10 мая на лейбле P-Vine Records. 
Аббревиатура «Title TK» означает «название, которое будет опубликовано» в журналистской терминологии. 
Обложка альбома была разработана Воганом Оливером и Крисом Биггом, а дополнительные фотографии для упаковки сделал Они М. Монтес; Оливер, который начал создавать обложки для 4AD в 1980 году, также оформлял релизы The Breeders, включая Pod и Last Splash.

## Отзывы критиков
| Совокупная оценка             | Совокупная оценка |
| Источник                      | Оценка            |
| ----------------------------- | ----------------- |
| Metacritic                    | 71/100            |
| Оценки критиков               |                   |
| Источник                      | Оценка            |
| AllMusic                      | [ 21 ]            |
| Encyclopedia of Popular Music | [ 46 ]            |
| Entertainment Weekly          | B−                |
| The Guardian                  | [ 19 ]            |
| NME                           | 8/10              |
| Pitchfork Media               | 7.4/10            |
| Rolling Stone                 | [ 23 ]            |
| The Rolling Stone Album Guide | [ 48 ]            |
| Spin                          | [ 49 ]            |
| The Village Voice             | A−                |

Большинство критиков положительно отозвались об альбоме. Агрегатор рецензий Metacritic поставил альбому Title TK 71 балл, что указывает на то, что собранные воедино отзывы 19 критиков в целом были положительными. Бетти Кларк из The Guardian написала, что «Title TK — это приятное возвращение к панк-попу, который умеет показать себя с лучшей стороны в плане мелодики», и выделила изоляцию различных звуков как лучший аспект альбома. Джон Робинсон из NME также похвалил отличительные особенности ударных, гитары и вокала. Другие положительные отзывы включали похвалу за влияние Альбини на звучание альбома (как, например, Мэтт Сибула из PopMatters) и за необычную привлекательность альбома (как это сделал критик Billboard Брайан Гэррити). В The Village Voice Роберт Кристгау назвал музыку «скелетной, фрагментарной, неуклюжей» и похвалил Ким и Келли Дил за мелодичные тексты песен. Отметив, что «они так долго отсутствовали, что до сих пор считают, что альтернативная музыка — это небрежный образ жизни, а не боевой дух», Кристгау пришёл к выводу, что «из-за образной путаницы в их текстах создаётся впечатление, что они живут за счёт скромных гонораров, случайных заработков и авансов — в основном на пиво».
Мелани МакФарланд из The Seattle Times более негативно отозвалась о слишком частых изменениях тона от песни к песне и посчитала альбом шагом назад по сравнению с Last Splash. Стив Канделл из журнала Spin охарактеризовал Title TK как «немного неуверенную в себе группу» и указал на перезапись «Full on Idle» в исполнении The Breeders как на свидетельство того, что «творческие запасы» у Дил «были не слишком велики».

## Коммерческий успех
Из альбома Title TK было выпущено три сингла: «Off You», «Huffer» и «Son of Three»; «Off You» занял 25-е место в канадском чарте цифровых песен, а «Son of Three» — 72-е место в UK Singles Chart. Title TK вошёл в топ-100 в Великобритании, Австралии, Франции и Германии. В США он занял 130-е место в чартах, где по состоянию на июнь 2004 года было продано 45 000 экземпляров.

## Список композиций
Слова и музыка всех песен — Ким Дил (за исключением отмеченных).
| №                   | Название            | Автор(ы)                                                     | Длительность |
| ------------------- | ------------------- | ------------------------------------------------------------ | ------------ |
| 1.                  | «Little Fury»       | Ким Дил, Келли Дил, Ричард Пресли, Мандо Лопес, Хосе Меделес | 3:30         |
| 2.                  | «London Song»       |                                                              | 3:39         |
| 3.                  | «Off You»           |                                                              | 4:56         |
| 4.                  | «The She»           |                                                              | 4:01         |
| 5.                  | «Too Alive»         |                                                              | 2:46         |
| 6.                  | «Son of Three»      |                                                              | 2:09         |
| 7.                  | «Put on a Side»     |                                                              | 2:59         |
| 8.                  | «Full on Idle»      |                                                              | 2:37         |
| 9.                  | «Sinister Foxx»     | Ким Дил, Келли Дил, Ричард Пресли, Мандо Лопес, Хосе Меделес | 4:16         |
| 10.                 | «Forced to Drive»   |                                                              | 3:04         |
| 11.                 | «T and T»           |                                                              | 1:57         |
| 12.                 | «Huffer»            |                                                              | 2:09         |
| Общая длительность: | Общая длительность: | Общая длительность:                                          | 37:51        |

## Участники записи[11]
| The Breeders - Ким Дил — вокал, гитара, орган, бас-гитара, барабаны - Келли Дил — вокал, гитара, бас-гитара - Ричард Пресли — гитара - Мандо Лопес — гитара, бас-гитара - Хосе Меделес — барабаны - Джон Макинтайр — барабаны («The She») Производсвтенный персонал - Стив Альбини — звукоинженер, мастеринг - Марк Арнольд — звукоинженер - Эндрю Алекел — звукоинженер - Стив Рук — мастеринг | Художественное оформление - Воган Оливер — арт-дизайн - Крис Бигг — арт-дизайн - Они М. Монтес — дополнительная фотография |

## Чарты
| Чарт (2002 г.)                           | Позиция в чарте |
| ---------------------------------------- | --------------- |
| Австралия (ARIA)                         | 42              |
| Франция (SNEP)                           | 91              |
| Германия (GfK Entertainment)             | 91              |
| Великобритания (Official Charts Company) | 51              |
| США Billboard 200                        | 130             |

### Комментарии
1. ↑  В период с 1989 по 1996 год скрипачка Кэрри Брэдли также иногда выступала с The Breeders.
2. ↑  В своих воспоминаниях о том периоде Альбини описал, как в 1997 году у Дил возникли разногласия с звукоинженерами, отчасти из-за того, что она не соглашалась с ними в отношении своих идеалов «All Wave» (Albini, 2002, Kaye, 2015). Он охарактеризовал «настойчивость» этих звукоинженеров в использовании компьютерных манипуляций как «испортившую» записи (Albini, 2002). В этих отчётах Альбини, как правило, с большей симпатией относился к Дил, чем к другим источникам, в отношении её вины в неудачных сессиях 1997 года (Albini, 2002, Kaye, 2015). В частности, он описал её ситуацию с отсутствием группы поддержки в 1999 году как результат того, что ранее у неё «были проблемы с поиском людей, способных играть в группе» (Albini, 2002). Альбини назвал Title TK звукоинженерным проектом, который был особенно важен для него лично — он помог Дил выйти из депрессивного периода и заложил основу для их тесной дружбы (Kaye, 2015).
3. ↑  Ещё одна причина, которую назвал Дил, заключалась в том, что «эти песни всё равно никто не слышал» (Ashare 1997), поскольку альбом Pacer продавался относительно плохо (Gettelman 1996). Итан Смит из New York Times сообщает, что по состоянию на 2002 год было продано 25 000 копий альбома (Smith, 2002).
4. ↑  Ранее Дил рассматривала возможность использования названия Title TK в качестве названия второго альбома The Breeders, прежде чем остановиться на Last Splash (Goodman, 2002).
5. ↑  В буклете к альбому эта партия ударных приписывается «чемпиону штата Орегон по игре на малом барабане в 1987 году» (буклет к альбому Title TK (Япония)). Цибула утверждает, что имеется в виду Макинтайр (Cibula, 2002).

### Сноски
1. 1 2 3 4 5 6 7 8 9 10 11 12 13 14 15 16  Smith, 2002
2. 1 2 3 4  Erlewine,
3. 1 2 3 4 5 6 7 8 9 10 11 12 13 14  Albini, 2002
4. 1 2  Moore, 1996
5. 1 2 3 4 5 6 7 8  Klosterman, 2002, pp. 83–84
6. ↑  Greer, 2005
7. 1 2 3  Aston, 2013, p. 556
8. ↑  Pacer CD booklet,
9. ↑  Pod Credits,
10. ↑  Surfer Rosa Credits,
11. 1 2 3 4 5 6 7 8 9 10 11 12 13  Title TK liner notes (Japan),
12. 1 2 3 4 5 6 7 8  Draper, 2002
13. 1 2 3  Kot, 2001
14. ↑  Breeders Bounce Back With 'Title TK',
15. ↑  Ward, 2002
16. ↑  Freek, 2000
17. ↑  Klein, 2001
18. 1 2 3 4 5 6 7 8  Moores, 2013
19. 1 2 3 4 5 6  Clarke, Betty 2002,
20. 1 2 3 4 5 6 7 8 9  Cibula, 2002
21. 1 2 3 4 5 6 7 8 9  Phares,
22. 1 2 3 4  Christgau, 2002
23. 1 2 3 4 5 6 7 8 9 10  Berger, 2002
24. 1 2 3 4  Abbott, 2002
25. 1 2  Willis, 2002
26. 1 2 3 4 5 6 7 8 9 10 11 12  Bryant, 2002
27. 1 2 3 4 5 6 7 8 9  Clarke, Mia 2002,
28. 1 2 3  Robinson, 2002
29. 1 2 3  Goodman, 2002
30. 1 2  Fury, 2002
31. ↑  The Breeders: Single Release and Tour,
32. ↑  Jenkins, 2002
33. ↑  Ashare, 1997
34. ↑  Grose, 2002
35. ↑  Deal, 2002, p. 36
36. ↑  Fortunato, 2009
37. 1 2  The Breeders: Title TK (4ad.com),
38. ↑  The Breeders Discography (MTV),
39. ↑  Breeders: Title TK (Ultratop.be),
40. 1 2 3  Breeders: Title TK (Lescharts.com),
41. ↑  ザ・ブリーダズ/タイトルTK (The Breeders/Title TK),
42. ↑  Aston, 2013, p. 55
43. ↑  Pod CD booklet,
44. ↑  Last Splash CD booklet,
45. 1 2  Title TK by the Breeders: Critic Reviews (Metacritic),
46. ↑  Larkin, 2011, p. 2006
47. ↑  Title TK Review. Entertainment Weekly. 2002-05-24. p. 94.
48. ↑  Brackett, 2004, p. 104
49. 1 2  Kandell, 2008
50. ↑  Garrity, 2002, p. 22
51. ↑  McFarland, 2002
52. ↑  The Breeders: Off You,
53. ↑  The Breeders: Huffer,
54. ↑  The Breeders: Son of Three,
55. ↑  The Breeders – Chart History: Canadian Digital Songs,
56. 1 2 3  Breeders: Singles/Albums,
57. 1 2  Breeders: Title TK (Australian-charts.com),
58. 1 2  Breeders: Title TK (Offiziellecharts.de),
59. 1 2  The Breeders – Chart History: Billboard 200,
60. ↑  Eliscu, 2004